# Sven Hasselström
Sven Ragnar Hasselström, född 30 november 1889 i Färentuna, död 16 januari 1990 i Högalids församling, Stockholm, var en svensk filmregissör och skådespelare. Han var gift med Anna-Britta Hasselström (född Bergvall).
Hasselström var utbildad operasångare (bas) och sjöng även operett. Hans far var häradshövding på Svartsjölandet. Hans bror Åke Hasselström var officer och frivillig i bland annat Finska inbördeskriget 1918.
Hasselström medverkade endast som skådespelare i två filmer 1924, därefter anställdes han av Tullberg-Film som regissör av beställningsfilmer, bland annat för Konsum. Han är begravd på Norra begravningsplatsen utanför Stockholm.

## Filmografi
Roller
- 1924 – När millionerna rulla
- 1924 – Där fyren blinkar

Regi
- 1927 – En ung mans väg
- 1928 – Från kyffen till hälsobostäder
- 1928 – Lyckans galoscher
- 1929 – Smid medan järnet är varmt

## Teater

### Roller (ej komplett)
| År   | Roll                             | Produktion                            | Regi                           | Teater                |
| ---- | -------------------------------- | ------------------------------------- | ------------------------------ | --------------------- |
| 1921 | Carl Gustaf Hopp, juris kandidat | Ack, Elvira! Svasse Bergqvist         | John Lindén & Svasse Bergqvist | Mosebacke Revy-Teater |
| 1921 | Apollo                           | Än leva de gamla gudar Otto Hellkvist | Svasse Bergqvist               | Vasateatern           |